# Fort de Copacabana
Le fort de Copacabana (en portugais : Forte de Copacabana) est une base militaire située dans le district de Copacabana à Rio de Janeiro, au Brésil. Elle est ouverte au public.
Une annexe de la confiserie Colombo a été ouverte dans le fort en 2003.
Il est utilisé durant les Jeux olympiques d'été de 2016 de Rio de Janeiro pour les épreuves de cyclisme sur route, de natation en eau libre et de triathlon.